# Nati il 12 giugno
| Questa pagina contiene informazioni ricavate automaticamente dalle voci biografiche con l'ausilio del template Bio e di un bot. L'aggiornamento è periodico e automatico e ricostruisce completamente la pagina. Se manca una persona in questa lista, sei pregato di non aggiungerla, ma accertati piuttosto che la sua voce biografica contenga il template Bio e che i dati anagrafici siano correttamente compilati. Se il template Bio manca, inseriscilo tu stesso o, in alternativa, metti l'avviso {{tmp\|Bio}} che ne segnala la mancanza. Se i dati riportati sono sbagliati, correggi direttamente la voce biografica; le modifiche saranno visibili in questa lista entro pochi giorni. Per chiarimenti vedi il progetto biografie. La lista contiene solo le 1.095 persone che sono citate nell'enciclopedia e per le quali è stato implementato correttamente il template Bio. Pagina aggiornata al 17 ago 2025. |

## X secolo(1)
- 950 - Reizei, imperatore giapponese († 1011)

## XVI secolo(7)
- 1512 - Paolo Manuzio, editore, tipografo e umanista italiano († 1574)
- 1519 - Cosimo I de' Medici, sovrano italiano († 1574)
- 1524 - Achille Stazio, umanista e scrittore portoghese († 1581)
- 1561 - Anna di Württemberg, principessa tedesca († 1616)
- 1564 - Giovanni Casimiro di Sassonia-Coburgo, duca († 1633)
- 1577 - Paolo Guldino, matematico e astronomo svizzero († 1643)
- 1580 - Adriaen van Stalbemt, pittore e incisore fiammingo († 1662)

## XVII secolo(9)
- 1602 - Paolo Sforza, marchese di Proceno, nobile e militare italiano († 1669)
- 1631 - Ercole Domenico Monanni, vescovo cattolico italiano († 1710)
- 1636 - Francesco Nerli il Giovane, cardinale e arcivescovo cattolico italiano († 1708)
- 1651 - Johann Georg Ahle, musicista tedesco († 1706)
- 1653 - Amalia di Curlandia, nobile († 1711)
- 1655 - Ernesto di Sassonia-Hildburghausen, duca († 1715)
- 1660 - Fabio Bonvicini, ammiraglio italiano († 1715)
- 1675 - Frans van Stampart, pittore, incisore e editore fiammingo († 1750)
- 1677 - Daniele Antonio Bertoli, disegnatore e costumista italiano († 1743)

## XVIII secolo(31)
- 1723 - Horatio Walpole, I conte di Orford, politico inglese († 1809)
- 1724 - Antonia de Rocamora, nobildonna spagnola († 1751)
- 1727 - Simone Augusto di Lippe-Detmold, conte († 1782)
- 1728 - Maria Luisa Giuseppa Vanot, religiosa francese († 1794)
- 1732 - Giuseppe Diziani, pittore e restauratore italiano († 1803)
- 1733 - Alessandro Longhi, pittore e incisore italiano († 1813)
- 1738 - Peter Vitus von Quosdanovich, feldmaresciallo austriaco († 1802)
- 1746 - Antonia María de Heredia, nobildonna spagnola († 1808)
- 1747 - Clément Gosselin, militare francese († 1816)
- 1749 - August Franz Heinrich Naumann, militare e pittore tedesco († 1795)
- 1750 - Eleanore Sullivan, italiana († 1833)
- 1754 - Isaac René Guy Le Chapelier, politico e avvocato francese († 1794)
- 1758 - Francesco Ricciardi, giurista, avvocato e politico italiano († 1842)
- 1758 - Domenico Antonio Sonni, religioso, matematico e politico italiano († 1840)
- 1760 - Jean-Baptiste Louvet de Couvray, scrittore, politico e giornalista francese († 1797)
- 1763 - Carlo Puoti, arcivescovo cattolico italiano († 1848)
- 1765 - Giovanni Battista Accusani, vescovo cattolico italiano († 1843)
- 1767 - Alessio Federico Cristiano di Anhalt-Bernburg, principe tedesco († 1834)
- 1771 - Giuseppe Fantaguzzi, pittore e disegnatore italiano († 1837)
- 1772 - Thomas Baring, II baronetto, politico e banchiere inglese († 1848)
- 1772 - Franz Cramer, violinista e direttore d'orchestra inglese († 1848)
- 1773 - Amschel Mayer Rothschild, banchiere tedesco († 1855)
- 1773 - Antonia Maria Verna, religiosa italiana († 1838)
- 1775 - Karl von Müffling, generale prussiano († 1851)
- 1776 - Karl Friedrich Burdach, fisiologo tedesco († 1847)
- 1776 - Pierre Révoil, pittore francese († 1842)
- 1791 - Antonio Conforti, militare e poeta italiano († 1857)
- 1794 - Johann Christian Jüngken, oculista tedesco († 1875)
- 1796 - Ang Duong, re cambogiano († 1860)
- 1798 - Samuel Cooper, generale statunitense († 1876)
- 1799 - Josiah Harlan, avventuriero statunitense († 1871)

## XIX secolo(139)
- 1801 - Brita Sofia Hesselius, fotografa e insegnante svedese († 1866)
- 1803 - Heinrich August Ludwig Wiggers, farmacista tedesco († 1880)
- 1804 - Giovanni Zanardini, medico e botanico italiano († 1878)
- 1806 - Filippo Corridi, matematico, scienziato e pedagogista italiano († 1877)
- 1806 - John Augustus Roebling, ingegnere prussiano († 1869)
- 1812 - Edmond Hébert, geologo francese († 1890)
- 1814 - Adolphe Hanoteau, generale e linguista francese († 1897)
- 1814 - Zsigmond Kemény, politico e scrittore ungherese († 1875)
- 1816 - Nils Blommér, pittore svedese († 1853)
- 1816 - Wilhelm von Schwarz-Senborn, educatore, economista e nobile austriaco († 1903)
- 1817 - Lothar von Faber, imprenditore tedesco († 1896)
- 1818 - Arthur John Strutt, pittore, incisore e viaggiatore inglese († 1888)
- 1819 - Charles Kingsley, scrittore, docente e presbitero britannico († 1875)
- 1819 - Giacinto Visocchi, letterato, patriota e politico italiano († 1854)
- 1823 - William Henry Hunt, politico statunitense († 1884)
- 1823 - Teophiel Verbist, presbitero belga († 1868)
- 1825 - Alessandro Fè d'Ostiani, politico e diplomatico italiano († 1905)
- 1827 - Johanna Spyri, scrittrice svizzera († 1901)
- 1828 - Luiza Pesjak, scrittrice, poetessa e traduttrice slovena († 1898)
- 1829 - Lyman Belding, ornitologo statunitense († 1917)
- 1829 - Antonio Tantardini, scultore italiano († 1879)
- 1830 - Francesco Calfapietra, militare, patriota e politico italiano († 1908)
- 1830 - Casimiro Teja, illustratore italiano († 1897)
- 1835 - George Atzerodt, criminale statunitense († 1865)
- 1837 - Emanuele Caggiano, scultore italiano († 1905)
- 1837 - William Hickley Gross, arcivescovo cattolico statunitense († 1898)
- 1837 - Ferdinand Knab, pittore tedesco († 1902)
- 1838 - Paul Grohmann, alpinista austriaco († 1908)
- 1839 - Basilide Del Zio, scrittore italiano († 1919)
- 1840 - Antonio Rinaldi, giurista e politico italiano († 1898)
- 1842 - Rikard Nordraak, compositore norvegese († 1866)
- 1843 - David Gill, astronomo britannico († 1914)
- 1844 - Klaus Berntsen, politico danese († 1927)
- 1845 - Otto Krisch, esploratore austriaco († 1874)
- 1847 - Friedrich von Payer, politico e avvocato tedesco († 1931)
- 1848 - John Dalrymple, XI conte di Stair, ufficiale scozzese († 1914)
- 1848 - Laurent Marqueste, scultore francese († 1920)
- 1848 - Friedrich Seitz, compositore, violinista e insegnante tedesco († 1918)
- 1849 - Francesco Certo, vescovo cattolico italiano († 1911)
- 1850 - Georges Demenÿ, fotografo, inventore e ginnasta francese († 1917)
- 1850 - Maximilian Yorck von Wartenburg, militare e storico prussiano († 1900)
- 1851 - Oliver Joseph Lodge, fisico britannico († 1940)
- 1852 - Claude Maxwell MacDonald, ufficiale e diplomatico britannico († 1915)
- 1852 - Alberto Marghieri, giurista e politico italiano († 1937)
- 1855 - Marie Tayau, violinista e insegnante francese († 1892)
- 1856 - Enrico Catellani, giurista italiano († 1945)
- 1856 - Octave Maus, avvocato, scrittore e critico d'arte belga († 1919)
- 1857 - Kate Lester, attrice inglese († 1924)
- 1858 - Henry Scott Tuke, pittore e fotografo britannico († 1929)
- 1859 - Leopoldo del Belgio, principe belga († 1869)
- 1859 - Guido Mazzoni, italianista, patriota e politico italiano († 1943)
- 1859 - Thomas James Walsh, politico e avvocato statunitense († 1933)
- 1861 - Mrs. William Bechtel, attrice statunitense († 1938)
- 1861 - Park Yung-hyo, politico coreano († 1939)
- 1862 - Philippe Guye, chimico svizzero († 1922)
- 1862 - Wilhelm Meyer-Förster, scrittore e commediografo tedesco († 1934)
- 1863 - Bertram Mackennal, scultore e medaglista australiano († 1931)
- 1863 - Lev Skrbenský Hříště, cardinale e arcivescovo cattolico ceco († 1938)
- 1864 - Frank Michler Chapman, ornitologo statunitense († 1945)
- 1865 - Franz Cižek, pittore austriaco († 1946)
- 1865 - Étienne Larue, missionario e vescovo cattolico francese († 1935)
- 1865 - Félix Marcotte, velista francese († 1953)
- 1865 - Lilian Todd, inventrice statunitense († 1937)
- 1867 - Ernesto Mombelli, generale e politico italiano († 1932)
- 1868 - Luigi Fera, avvocato e politico italiano († 1935)
- 1868 - Julia Neilson, attrice e direttrice teatrale inglese († 1957)
- 1868 - André Suarès, poeta, scrittore e critico letterario francese († 1948)
- 1870 - Nazperver Kadın, ottomana († 1929)
- 1870 - Ernst Stromer, paleontologo tedesco († 1952)
- 1872 - Prospero Fedozzi, giurista italiano († 1934)
- 1872 - George Loane Tucker, regista, attore e sceneggiatore statunitense († 1921)
- 1873 - Pasquale Binazzi, pubblicista e anarchico italiano († 1944)
- 1873 - Margaret Damer Dawson, poliziotta britannica († 1920)
- 1873 - Jacques Pellegrin, zoologo francese († 1944)
- 1874 - Genevieve Blinn, attrice canadese († 1956)
- 1875 - Sam De Grasse, attore canadese († 1953)
- 1875 - Antonio Piatti, pittore e scultore italiano († 1962)
- 1876 - Maria Gay, mezzosoprano spagnolo († 1943)
- 1877 - Thomas C. Hart, ammiraglio statunitense († 1971)
- 1877 - Fritz Höger, architetto tedesco († 1949)
- 1877 - Vanni Marcoux, cantante, baritono e basso francese († 1962)
- 1878 - Hans Aniol, nuotatore e pallanuotista tedesco († 1945)
- 1878 - James Oliver Curwood, scrittore statunitense († 1927)
- 1878 - Geoffrey Taylour, IV marchese di Headfort, politico e ufficiale irlandese († 1943)
- 1878 - Myrtle McAteer, tennista statunitense († 1952)
- 1878 - Brandon Evans, attore statunitense († 1958)
- 1879 - Juan Frutos, giurista e politico paraguaiano († 1960)
- 1880 - Joachim Holst-Jensen, attore norvegese († 1963)
- 1880 - Joseph Stadler, altista e triplista statunitense († 1950)
- 1882 - Gustaf Grönberger, tiratore di fune svedese († 1972)
- 1882 - Carlo Veneziani, commediografo e sceneggiatore italiano († 1950)
- 1883 - Manuel Golmayo de la Torriente, scacchista spagnolo († 1973)
- 1883 - Fernand Gonder, astista francese († 1969)
- 1883 - Robert Lowie, antropologo statunitense († 1957)
- 1884 - William Austin, attore britannico († 1975)
- 1884 - William Campbell, regista e sceneggiatore statunitense († 1972)
- 1885 - Frank Ferera, cantante statunitense († 1951)
- 1885 - Nick Gentile, mafioso italiano († 1966)
- 1886 - James Leonard Farmer Senior, scrittore, teologo e educatore statunitense († 1961)
- 1886 - Tachū Naitō, architetto e ingegnere giapponese († 1970)
- 1888 - Angelo Barile, poeta italiano († 1967)
- 1888 - Carlo Tucci, generale italiano († 1968)
- 1888 - Karl Pfeffer-Wildenbruch, generale e poliziotto tedesco († 1971)
- 1889 - Julius Skutnabb, pattinatore di velocità su ghiaccio finlandese († 1965)
- 1890 - Théophile Alajouanine, neurologo francese († 1980)
- 1890 - Peretz Bernstein, politico e pubblicista israeliano († 1971)
- 1890 - Junius Matthews, attore e doppiatore statunitense († 1978)
- 1890 - Enrique Padilla, giocatore di polo argentino
- 1890 - Lionello Rossi, economista italiano († 1969)
- 1890 - Attilio Salvatore, politico italiano († 1961)
- 1890 - Egon Schiele, pittore e incisore austriaco († 1918)
- 1891 - Garibaldi Spighi, cavaliere italiano († 1978)
- 1892 - Djuna Barnes, scrittrice, illustratrice e giornalista statunitense († 1982)
- 1892 - Ferdinand Schörner, generale tedesco († 1973)
- 1893 - Evelyn Varden, attrice statunitense († 1958)
- 1894 - Giordano Bruno Granzarolo, militare e aviatore italiano († 1948)
- 1895 - Luigi Freddi, giornalista e politico italiano († 1977)
- 1896 - Valerio Terzi, calciatore italiano († 1936)
- 1897 - Percy Bryant, bobbista statunitense († 1960)
- 1897 - Lucy Bryce, medico e ematologa australiana († 1968)
- 1897 - Anthony Eden, politico, militare e nobile britannico († 1977)
- 1897 - Léon Goossens, oboista britannico († 1988)
- 1897 - Walter Peterhans, fotografo e insegnante tedesco († 1960)
- 1897 - Colin Campbell Sanborn, zoologo statunitense († 1962)
- 1897 - Taira Shinken, artista marziale giapponese († 1970)
- 1897 - Giuseppe Spataro, politico e dirigente d'azienda italiano († 1979)
- 1897 - Alexandre Tansman, compositore polacco († 1986)
- 1897 - Mary Cambridge, nobile inglese († 1987)
- 1898 - Giuseppe Raggio, calciatore italiano († 1987)
- 1898 - Anastasij Andreevič Vonsjackij, politico russo († 1965)
- 1899 - Anni Albers, designer tedesca († 1994)
- 1899 - Del Debbio, calciatore italiano († 1963)
- 1899 - Weegee, fotografo e fotoreporter statunitense († 1968)
- 1899 - Paride Formentini, economista italiano († 1976)
- 1899 - Fritz Albert Lipmann, biochimico tedesco († 1986)
- 1899 - Leopoldo Piccardi, politico italiano († 1974)
- 1900 - Friedrich Becker, astronomo tedesco († 1985)
- 1900 - Wallace Reed Brode, chimico statunitense († 1974)
- 1900 - Luzius Rüedi, hockeista su ghiaccio svizzero († 1993)

## XX secolo(879)
- 1901 - Clyde Geronimi, regista, animatore e fumettista italiano († 1989)
- 1901 - Jimmy Gibson, calciatore scozzese († 1978)
- 1901 - Leonard Harrison Matthews, zoologo britannico († 1986)
- 1901 - Harold Muller, altista statunitense († 1962)
- 1901 - Norman Hartnell, stilista inglese († 1979)
- 1901 - Robert Priestley, scenografo statunitense († 1986)
- 1902 - Al Jochim, ginnasta statunitense († 1980)
- 1902 - Mario Attilio Levi, storico e archeologo italiano († 1998)
- 1902 - Amos Maramotti, attivista italiano († 1921)
- 1902 - Richard Mayo, generale e pentatleta statunitense († 1996)
- 1902 - Ernesto di Lippe, principe tedesco († 1987)
- 1903 - Mario Bernetti, calciatore italiano († 1977)
- 1903 - Sante Scarcia, sollevatore italiano († 1994)
- 1903 - Hertha von Walther, attrice tedesca († 1987)
- 1904 - Giuseppe Amarelli, imprenditore italiano († 1990)
- 1904 - Bill Foster, giocatore di baseball statunitense († 1978)
- 1904 - Ingvald Frøysa, calciatore norvegese († 1990)
- 1904 - Adolf Lindenbaum, matematico e logico polacco († 1941)
- 1904 - Vittorio Vaser, attore italiano († 1963)
- 1905 - Ray Barbuti, velocista statunitense († 1988)
- 1905 - Antun Bonačić, calciatore jugoslavo († 1948)
- 1905 - Stanislao Lepri, pittore italiano († 1980)
- 1905 - Edmond Loichot, calciatore svizzero († 1989)
- 1905 - Giuseppe Luraghi, dirigente d'azienda italiano († 1991)
- 1905 - Paul Samson, nuotatore e pallanuotista statunitense († 1982)
- 1906 - John Chase, hockeista su ghiaccio statunitense († 1994)
- 1906 - Amilcare Gilardoni, allenatore di calcio e calciatore italiano († 1983)
- 1906 - János Németh, pallanuotista ungherese († 1988)
- 1906 - Sandro Penna, poeta italiano († 1977)
- 1907 - Giorgio Nataletti, etnomusicologo italiano († 1972)
- 1907 - Giorgio Rossi, calciatore italiano
- 1907 - Farid Simaika, tuffatore egiziano († 1943)
- 1907 - Émile Veinante, calciatore e allenatore di calcio francese († 1983)
- 1908 - Peppino De Martino, attore italiano († 1965)
- 1908 - Michel Marcel Navratil, francese († 2001)
- 1908 - Marina Timofeevna Semënova, ballerina russa († 2010)
- 1908 - Otto Skorzeny, militare tedesco († 1975)
- 1909 - Archie Bleyer, arrangiatore, direttore d'orchestra e compositore statunitense († 1989)
- 1909 - Giulio Campastro, ciclista su strada italiano († 1940)
- 1909 - Pál Dunay, schermidore ungherese († 1993)
- 1909 - Václav Hruška, calciatore cecoslovacco
- 1910 - Paolo Costoli, nuotatore e pallanuotista italiano († 1966)
- 1910 - Carl Jamissen, calciatore norvegese († 1990)
- 1910 - Antonio Poma, cardinale e arcivescovo cattolico italiano († 1985)
- 1911 - William R. Cosentini, ingegnere e imprenditore statunitense († 1954)
- 1912 - Maria Basaglia, traduttrice, sceneggiatrice e regista italiana († 1998)
- 1912 - Aurelio Biassoni, calciatore italiano († 1950)
- 1912 - Eva Crane, fisica, biologa e scrittrice britannica († 2007)
- 1912 - Russell Hayden, attore statunitense († 1981)
- 1912 - Carl Hovland, psicologo statunitense († 1961)
- 1912 - Xu Zhaoxiong, cestista cinese
- 1913 - Aldo Borgonzoni, pittore italiano († 2004)
- 1913 - Elisabeth Eidenbenz, insegnante e infermiera svizzera († 2011)
- 1913 - Heinrich Keimig, pallamanista tedesco († 1966)
- 1913 - Domenico Laudicina, politico italiano († 2000)
- 1913 - Maurice Ohana, pianista e compositore francese († 1992)
- 1913 - Luigi Pirastu, politico italiano († 1984)
- 1913 - Carmine Saponetti, ciclista su strada e pistard italiano († 1990)
- 1914 - Enrico Ardù, partigiano e giornalista italiano († 1985)
- 1914 - Go Seigen, goista cinese († 2014)
- 1914 - Wassily Hoeffding, statistico finlandese († 1991)
- 1914 - William Lundigan, attore statunitense († 1975)
- 1914 - John Seymour, ambientalista e scrittore britannico († 2004)
- 1914 - Luigi Valsecchi, arbitro di calcio italiano
- 1915 - Mildred Fizzell, velocista canadese († 1993)
- 1915 - Priscilla Lane, attrice e cantante statunitense († 1995)
- 1915 - Guido Manzo, militare italiano († 1943)
- 1915 - David Rockefeller, banchiere statunitense († 2017)
- 1915 - Zeke Zarchy, trombettista statunitense († 2009)
- 1916 - Irwin Allen, produttore cinematografico, produttore televisivo e regista statunitense († 1991)
- 1916 - Piero Balbo, militare, partigiano e avvocato italiano († 2003)
- 1916 - Raúl Héctor Castro, politico e diplomatico statunitense († 2015)
- 1916 - Alphonse Feyder, calciatore lussemburghese († 1985)
- 1916 - Art Hillhouse, cestista statunitense († 1980)
- 1916 - Ulla Isaksson, scrittrice svedese († 2000)
- 1916 - Armando Izzo, partigiano italiano († 2004)
- 1916 - Perdigão Queiroga, regista, produttore cinematografico e montatore portoghese († 1980)
- 1916 - Nicola Pieri, calciatore italiano († 1984)
- 1916 - Ivan Tors, produttore cinematografico, sceneggiatore e regista ungherese († 1983)
- 1917 - Bianca Della Corte, attrice italiana († 2006)
- 1917 - Alessandro Fregoni, calciatore italiano († 2000)
- 1917 - Gottfried Honegger, artista e illustratore svizzero († 2016)
- 1917 - Armando Longhi, calciatore italiano († 2003)
- 1918 - Piero Angelini, arbitro di calcio italiano
- 1918 - Samuel Z. Arkoff, produttore cinematografico statunitense († 2001)
- 1918 - Giuseppe Reale, politico italiano († 2010)
- 1918 - Stan Szukala, cestista statunitense († 2003)
- 1918 - Hetty Voûte, partigiana olandese († 1999)
- 1919 - Ahmed Abdallah, politico comoriano († 1989)
- 1919 - Oberdan Cattani, calciatore brasiliano († 2014)
- 1919 - Luigi Di Pasquale, calciatore italiano
- 1919 - Uta Hagen, attrice tedesca († 2004)
- 1919 - Murray Moston, attore statunitense († 1998)
- 1919 - Pietro Sforzin, calciatore italiano († 1986)
- 1920 - Giuseppe Cassia, paroliere, compositore e produttore discografico italiano († 1982)
- 1920 - Cesarino Fava, alpinista e scrittore italiano († 2008)
- 1920 - Jim Siedow, attore statunitense († 2003)
- 1921 - H. C. Artmann, scrittore e poeta austriaco († 2000)
- 1921 - Vera Luk'janovna Belik, militare sovietica († 1944)
- 1921 - Luis García Berlanga, regista e sceneggiatore spagnolo († 2010)
- 1921 - Stanislav Kocourek, calciatore cecoslovacco († 1992)
- 1921 - Al Negratti, cestista, allenatore di pallacanestro e dirigente sportivo statunitense († 1998)
- 1921 - Albino Skerk, politico italiano († 1995)
- 1922 - Günter Behnisch, architetto tedesco († 2010)
- 1922 - Margherita Hack, astrofisica, divulgatrice scientifica e attivista italiana († 2013)
- 1922 - Antonino Macaluso, politico italiano († 2018)
- 1922 - Rino Salviati, cantante italiano († 2016)
- 1922 - Iorio Vivarelli, scultore italiano († 2008)
- 1923 - Juan Arza, calciatore e allenatore di calcio spagnolo († 2011)
- 1923 - Vinton Beckett, altista, lunghista e ostacolista giamaicana († 2018)
- 1923 - Marta Pan, scultrice ungherese († 2008)
- 1923 - Bruna Talluri, partigiana, politica e saggista italiana († 2006)
- 1924 - Raffaele Allocca, politico italiano († 1995)
- 1924 - George H. W. Bush, politico, diplomatico e imprenditore statunitense († 2018)
- 1924 - Diego Carpitella, antropologo, etnomusicologo e regista italiano († 1990)
- 1924 - Robert Cowell, nuotatore statunitense († 1960)
- 1924 - Nino Giuffrida, pittore italiano († 2015)
- 1924 - Victor Jörgensen, pugile danese († 2001)
- 1924 - Alberto La Rocca, carabiniere italiano († 1944)
- 1924 - June Mendoza, pittrice australiana († 2024)
- 1924 - Park Kyu-chung, calciatore sudcoreano († 2000)
- 1924 - Jacques Pras, ciclista su strada francese († 1992)
- 1924 - Johan Runge, sollevatore danese († 2005)
- 1925 - Angus Carmichael, calciatore scozzese († 2013)
- 1925 - Mike Cuozzo, sassofonista statunitense († 2006)
- 1925 - Raphaël Géminiani, ciclista su strada e dirigente sportivo francese († 2024)
- 1925 - Silvio Noto, attore, doppiatore e personaggio televisivo italiano († 2000)
- 1925 - Evaristo Sgherri, politico e partigiano italiano († 2014)
- 1925 - Silvio Solimano, partigiano italiano († 1944)
- 1925 - Giacinto Urso, politico italiano († 2024)
- 1925 - Masahide Ōta, storico e politico giapponese († 2017)
- 1926 - Amadeo Carrizo, calciatore e allenatore di calcio argentino († 2020)
- 1926 - Héctor García, cestista e allenatore di pallacanestro uruguaiano
- 1926 - Luigi Lorini, ex calciatore italiano
- 1926 - Silvia Montefoschi, medico, biologa e psicoanalista italiana († 2011)
- 1927 - Hans Erich Bogatzky, architetto tedesco († 2009)
- 1927 - Bill Cheesbourg, pilota automobilistico statunitense († 1995)
- 1927 - Yaroslav Horak, fumettista australiano († 2020)
- 1927 - Luciano Benjamín Menéndez, generale argentino († 2018)
- 1927 - Jo Mommers, calciatore olandese († 1989)
- 1927 - Hildegard Trabant, tedesca († 1964)
- 1927 - Ivo de Carneri, medico italiano († 1993)
- 1928 - Vic Damone, cantante statunitense († 2018)
- 1928 - Aureliano Galeazzo, partigiano italiano († 1944)
- 1928 - Lew Gallo, attore, produttore televisivo e produttore cinematografico statunitense († 2000)
- 1928 - Bernie Hamilton, attore statunitense († 2008)
- 1928 - Tom Rosqui, attore statunitense († 1991)
- 1928 - Richard M. Sherman, compositore e paroliere statunitense († 2024)
- 1929 - Brigid Brophy, scrittrice e attivista britannica († 1995)
- 1929 - Alberto De Martino, regista e sceneggiatore italiano († 2015)
- 1929 - Jake Fendley, cestista statunitense († 2002)
- 1929 - Anna Frank, scrittrice tedesca († 1945)
- 1929 - Mario Pastorino, ceramista e scultore italiano († 2010)
- 1929 - Eva Pflug, attrice e doppiatrice tedesca († 2008)
- 1929 - Frank Rosenthal, dirigente d'azienda e conduttore televisivo statunitense († 2008)
- 1929 - Rutka Laskier, scrittrice polacca († 1943)
- 1930 - Donald Byrne, scacchista statunitense († 1976)
- 1930 - Arkadij Davidovič, scrittore e aforista russo († 2021)
- 1930 - Paul Van Doren, imprenditore statunitense († 2021)
- 1930 - Innes Ireland, pilota automobilistico britannico († 1993)
- 1930 - Roberto Marchetti, biologo italiano († 1995)
- 1930 - Bruno Monti, ciclista su strada italiano († 2011)
- 1930 - Jim Nabors, attore e cantante statunitense († 2017)
- 1930 - Joan Peyser, musicologa e scrittrice statunitense († 2011)
- 1930 - Otto Schenk, regista, attore e direttore artistico austriaco († 2025)
- 1930 - Son Sen, politico, rivoluzionario e generale cambogiano († 1997)
- 1930 - Roberto Visconti, politico e architetto italiano († 2019)
- 1931 - Guglielmo Capacchi, storico e linguista italiano († 2005)
- 1931 - Mimi Coertse, soprano sudafricano
- 1931 - Derek Raymond, scrittore britannico († 1994)
- 1931 - Antonio Dimitri, attore e cantante italiano († 2019)
- 1931 - Barbara Hillary, infermiera, oratrice e viaggiatrice statunitense († 2019)
- 1931 - Trevanian, scrittore statunitense († 2005)
- 1932 - Mara Berni, attrice italiana
- 1932 - Eugenio De Zordo, bobbista italiano († 2015)
- 1932 - Ervin László, filosofo e pianista ungherese
- 1932 - Emil Niculescu, cestista rumeno († 2014)
- 1932 - Padmini, attrice indiana († 2006)
- 1932 - Vladimir Savov, sollevatore bulgaro
- 1932 - Mamo Wolde, maratoneta e mezzofondista etiope († 2002)
- 1932 - Donatella Ziliotto, scrittrice, curatrice editoriale e traduttrice italiana
- 1933 - Eddie Adams, fotoreporter statunitense († 2004)
- 1933 - Mariateresa Fumagalli Beonio Brocchieri, storica della filosofia italiana
- 1933 - Bernard Kolélas, politico della Repubblica del Congo († 2009)
- 1933 - Elisabeth Nagele, slittinista svizzera († 1993)
- 1933 - Ferrante Pierantoni, ingegnere e informatico italiano († 2012)
- 1934 - John A. Alonzo, direttore della fotografia e regista statunitense († 2001)
- 1934 - Nicole Berger, attrice francese († 1967)
- 1934 - Edy Campagnoli, conduttrice televisiva e modella italiana († 1995)
- 1934 - Juan Castro, calciatore argentino († 1979)
- 1934 - Egon Kühebacher, linguista, storico e germanista italiano
- 1935 - Claudia Artoni Schlesinger, psicanalista italiana († 2012)
- 1935 - Gianpaolo Bellini, fisico italiano
- 1935 - Gianfranco Di Pietro, architetto e urbanista italiano († 2022)
- 1935 - Carlo Fracanzani, politico italiano
- 1935 - Rainer Kriester, scultore e pittore tedesco († 2002)
- 1935 - Björn Thofelt, ex pentatleta svedese
- 1936 - German Apuchtin, calciatore sovietico († 2003)
- 1936 - Andrea Crisanti, scenografo e costumista italiano († 2012)
- 1936 - Antonio Palazzi, gastronomo italiano († 2020)
- 1936 - Ángel Rambert, calciatore francese († 1983)
- 1936 - Zdenek Sekanina, astronomo ceco
- 1936 - Erio Sughi, poeta e traduttore italiano († 2011)
- 1936 - Igal Volodarsky, cestista e allenatore di pallacanestro israeliano († 1977)
- 1936 - Bill Zeliff, politico statunitense († 2021)
- 1937 - Vladimir Igorevič Arnol'd, matematico russo († 2010)
- 1937 - Lorenzo Arruga, critico musicale, critico teatrale e compositore italiano († 2020)
- 1937 - Giuseppe Baldocci, diplomatico italiano († 2016)
- 1937 - Tonino Cragnolini, disegnatore, incisore e pittore italiano († 2014)
- 1937 - Antonio Debenedetti, scrittore, giornalista e critico letterario italiano († 2021)
- 1937 - Mauro Gatti, allenatore di calcio e ex calciatore italiano
- 1937 - Piero Gonfiantini, calciatore italiano († 2025)
- 1937 - Chips Moman, chitarrista, produttore discografico e paroliere statunitense († 2016)
- 1937 - Lorraine Serabian, attrice e cantante statunitense
- 1938 - Jean-Marie Doré, politico guineano († 2016)
- 1938 - Carlos Garaikoetxea, politico, avvocato e economista spagnolo
- 1938 - Al'bert Makašov, generale e politico russo
- 1938 - Jerta Schir, ex sciatrice alpina italiana
- 1938 - Carlo Tassi, politico italiano († 1994)
- 1940 - Paolo Cimpiel, ex calciatore italiano
- 1940 - Amedeo Fago, sceneggiatore, regista e scenografo italiano
- 1940 - Robert Lelangue, ex ciclista su strada e dirigente sportivo belga
- 1941 - Heinz Banschewitz, ex calciatore tedesco
- 1941 - Hélène Chanel, attrice francese
- 1941 - Chick Corea, compositore, pianista e tastierista statunitense († 2021)
- 1941 - Oscar Dandrea, bobbista italiano († 2024)
- 1941 - Roy Harper, cantautore inglese
- 1941 - Antônio Lopes, ex calciatore, allenatore di calcio e dirigente sportivo brasiliano
- 1941 - Lucille Roybal-Allard, politica statunitense
- 1942 - Len Barry, cantante statunitense († 2020)
- 1942 - Sherwood Idso, fisico, idrologo e meteorologo statunitense († 2024)
- 1942 - Jang Chang-seon, lottatore sudcoreano
- 1942 - Adalbert Leitner, sciatore alpino austriaco († 2015)
- 1942 - David Rumelhart, psicologo statunitense († 2011)
- 1942 - Bert Sakmann, fisiologo tedesco
- 1942 - Ivan Wernisch, poeta, scrittore e artista ceco
- 1943 - Vitalij Chmel'nyc'kyj, calciatore e allenatore di calcio sovietico († 2019)
- 1943 - Bobby Joe Hill, cestista statunitense († 2002)
- 1943 - Umberto Marcheggiani, ex lottatore italiano
- 1943 - Manuel Polinario, allenatore di calcio e ex calciatore spagnolo
- 1943 - Roberto Schisano, dirigente d'azienda italiano († 2010)
- 1943 - Bibbi Segerström, nuotatrice svedese († 2014)
- 1943 - Carlo Venturi, fisarmonicista italiano († 1986)
- 1944 - Nelson Acosta, allenatore di calcio e ex calciatore uruguaiano
- 1944 - Jean-Miguel Garrigues, presbitero, teologo e docente francese
- 1944 - Lionel Gendron, vescovo cattolico canadese
- 1944 - Terence Kelly, attore canadese
- 1944 - Maurizio Millenotti, costumista italiano
- 1945 - Brian Brunkhorst, ex cestista statunitense
- 1945 - Alfred Gell, antropologo britannico († 1997)
- 1945 - Pat Jennings, ex calciatore nordirlandese
- 1945 - Georgij Kuznecov, regista sovietico († 2005)
- 1945 - Pasquale Loseto, allenatore di calcio e ex calciatore italiano
- 1946 - Livio Filippi, politico italiano
- 1946 - Bobby Gould, ex calciatore e allenatore di calcio inglese
- 1946 - Ileana Gyulai-Drîmbă-Jenei, schermitrice rumena († 2021)
- 1946 - Francesco Liguori, ex calciatore e allenatore di calcio italiano
- 1946 - Mekere Morauta, politico papuano († 2020)
- 1946 - Gílson Nunes, allenatore di calcio e ex calciatore brasiliano
- 1946 - Jean Manga Onguéné, allenatore di calcio e ex calciatore camerunese
- 1946 - Jack Thibeau, attore statunitense
- 1947 - Nicola Di Pinto, attore italiano
- 1947 - Shari Eubank, attrice statunitense
- 1947 - Ron Freeman, ex velocista statunitense
- 1947 - Petar Krivokuća, ex calciatore jugoslavo
- 1947 - Konstantin Sergeevič Lopušanskij, regista e sceneggiatore russo
- 1948 - Yossi Beilin, politico israeliano
- 1948 - Hans Binder, pilota di Formula 1 austriaco
- 1948 - Emilio Bonucci, attore e doppiatore italiano († 2022)
- 1948 - Gholamhossein Farzami, calciatore iraniano († 2025)
- 1948 - Eddie Fogler, ex cestista e allenatore di pallacanestro statunitense
- 1948 - Enrico Menduni, sociologo e saggista italiano
- 1948 - Barry Morrow, sceneggiatore e produttore cinematografico statunitense
- 1948 - Juan José Muñante, calciatore peruviano († 2019)
- 1948 - Vanna Paoli, regista cinematografica, sceneggiatrice e scrittrice italiana
- 1948 - Martha Randall, ex nuotatrice statunitense
- 1948 - István Sándorfi, pittore ungherese († 2007)
- 1948 - Len Wein, fumettista statunitense († 2017)
- 1949 - Jurij Michajlovič Baturin, cosmonauta, politico e giurista russo
- 1949 - Tarak Ben Ammar, imprenditore e produttore cinematografico tunisino
- 1949 - Johannes van Benthem, logico e docente olandese
- 1949 - Jens Böhrnsen, politico tedesco
- 1949 - Roger Aaron Brown, attore statunitense
- 1949 - Roberto Caremi, ex calciatore italiano
- 1949 - Silvia Costa, giornalista e politica italiana
- 1949 - José Luis Cruz, calciatore honduregno († 2021)
- 1949 - Gordon Gravelle, ex giocatore di football americano statunitense
- 1949 - Ivo Linna, cantante estone
- 1949 - George Joseph Lucas, arcivescovo cattolico statunitense
- 1949 - Jean-Jacques Mounier, ex judoka francese
- 1949 - Yann Piat, politica francese († 1994)
- 1949 - Ryohei Suzuki, allenatore di calcio giapponese
- 1949 - Aung Moe Thin, ex calciatore birmano
- 1949 - John Wetton, cantante, bassista e chitarrista britannico († 2017)
- 1950 - Bun E. Carlos, batterista statunitense
- 1950 - Gianni Fochi, chimico, giornalista e divulgatore scientifico italiano
- 1950 - Giuseppe Gallo, politico italiano
- 1950 - Natalino Gottardo, allenatore di calcio e calciatore italiano († 2017)
- 1950 - Angelo Lauricella, politico italiano
- 1950 - Mario Negri, glottologo italiano
- 1950 - Slava Polunin, mimo russo
- 1950 - Eberhard Schmalzl, ex sciatore alpino italiano
- 1951 - Brad Delp, cantante statunitense († 2007)
- 1951 - Jamie Hendrie, ex rugbista a 15 e medico australiano
- 1951 - Andranik Margaryan, politico armeno († 2007)
- 1951 - Hans Niessl, politico austriaco
- 1951 - Silvio Sircana, politico e dirigente d'azienda italiano
- 1951 - Gyri Sørensen, ex sciatrice alpina norvegese
- 1951 - Sein Tin, ex calciatore birmano
- 1952 - Spencer Abraham, politico statunitense
- 1952 - Siegfried Brietzke, ex canottiere tedesco
- 1952 - Cornelia Hanisch, ex schermitrice tedesca
- 1952 - Oliver Knussen, compositore e direttore d'orchestra britannico († 2018)
- 1952 - Walter Russell Mead, politologo, saggista e opinionista statunitense
- 1952 - Salvatore Melluzzo, ex pugile italiano
- 1952 - Glenn Warren Most, filologo classico statunitense
- 1952 - Stefano Vella, medico italiano
- 1952 - Carlo Emilio di Leiningen, nobile tedesco
- 1953 - Sharon Bowles, politica britannica
- 1953 - Gary Farmer, attore canadese
- 1953 - Nino Formicola, comico, cabarettista e attore italiano
- 1953 - Tess Gerritsen, scrittrice statunitense
- 1953 - Néjib Liman, ex calciatore tunisino
- 1953 - Antonio Spagnoli, ex rugbista a 15 italiano
- 1953 - David Thornton, attore statunitense
- 1953 - Costante Tivelli, ex calciatore italiano
- 1953 - Dario Villa, poeta e traduttore italiano († 1996)
- 1954 - Gennaro Barba, batterista italiano
- 1954 - Linda Ann Martin, ex schermitrice britannica
- 1954 - Neil Oatley, ingegnere britannico
- 1954 - Juan José Oré, ex calciatore peruviano
- 1955 - Georges Bach, politico lussemburghese
- 1955 - Guy Lacombe, allenatore di calcio e ex calciatore francese
- 1955 - William Langewiesche, giornalista, saggista e antropologo statunitense († 2025)
- 1955 - Charles C. Mann, giornalista e saggista statunitense
- 1956 - Susanna Basso, traduttrice italiana
- 1956 - Michael Angelo Batio, chitarrista statunitense
- 1956 - Fabrizio Berlincioni, paroliere e autore televisivo italiano
- 1956 - John Douglas, ex cestista e allenatore di pallacanestro statunitense
- 1956 - Colin Lee, dirigente sportivo, allenatore di calcio e ex calciatore inglese
- 1956 - David Narey, ex calciatore scozzese
- 1956 - Ignacio Rodríguez Bahena, calciatore e allenatore di calcio messicano († 2025)
- 1956 - Gregory Alan Williams, attore, scrittore e ex militare statunitense
- 1957 - Gamal Al-Ghandour, ex arbitro di calcio egiziano
- 1957 - Lucia Aliberti, soprano italiano
- 1957 - Geri Allen, pianista e compositrice statunitense († 2017)
- 1957 - Timothy Busfield, attore e regista statunitense
- 1957 - Ho Iat-seng, politico macaense
- 1957 - Peter Marshall, attore cinematografico britannico († 1986)
- 1957 - Lucie de Lange, attrice, doppiatrice e cantante olandese
- 1957 - Geetanjali Shree, scrittrice indiana
- 1957 - David Thomson, imprenditore canadese
- 1957 - Véronique Trillet-Lenoir, oncologa e politica francese († 2023)
- 1958 - Manfredi Aliquò, attore e doppiatore italiano
- 1958 - Mark Amodei, politico statunitense
- 1958 - Domenico Brigaglia, pilota motociclistico italiano
- 1958 - Meredith Brooks, cantautrice, chitarrista e produttrice discografica statunitense
- 1958 - Barry Michael Cooper, giornalista e sceneggiatore statunitense († 2025)
- 1958 - Roland Dalhäuser, ex altista svizzero
- 1958 - Jenilee Harrison, attrice statunitense
- 1958 - Rebecca Holden, attrice, cantante e ex modella statunitense
- 1958 - Mario Malagnini, tenore italiano
- 1958 - Rory Sparrow, ex cestista statunitense
- 1958 - Olivier Weber, scrittore e giornalista francese
- 1959 - Steve Bauer, dirigente sportivo, ex ciclista su strada e pistard canadese
- 1959 - Jerzy Binkowski, ex cestista e allenatore di pallacanestro polacco
- 1959 - Jervis Johnson, designer inglese
- 1959 - John Linnell, cantante, chitarrista e batterista statunitense
- 1959 - Hilary McKay, scrittrice britannica
- 1959 - Alessandro Pagano, politico italiano
- 1959 - Ferruccio Pinotti, giornalista e saggista italiano
- 1959 - Petar Rajič, arcivescovo cattolico bosniaco
- 1959 - Juan Antonio San Epifanio, ex cestista spagnolo
- 1959 - Beniamino Vignola, ex calciatore italiano
- 1959 - Erwin Weber, ex pilota di rally tedesco
- 1960 - Alessandro Alibrandi, terrorista italiano († 1981)
- 1960 - Luca Bartolini, ex calciatore italiano
- 1960 - Mark Calcavecchia, golfista statunitense
- 1960 - Pappi Corsicato, regista e sceneggiatore italiano
- 1960 - Alfredo Costantini, militare italiano († 1983)
- 1960 - Giovanni Errichiello, ex pallavolista italiano
- 1960 - Joe Kopicki, ex cestista statunitense
- 1960 - Hagen Stamm, ex pallanuotista tedesco
- 1961 - Oļegs Aleksejenko, ex calciatore lettone
- 1961 - John Carlos Baez, fisico statunitense
- 1961 - Cosetta Campana, ex velocista italiana
- 1961 - Alber Elbaz, stilista e imprenditore marocchino († 2021)
- 1961 - Patrice Esnault, ciclista su strada francese
- 1961 - Julius Kariuki, ex siepista e mezzofondista keniota
- 1961 - Amir Khadir, politico canadese
- 1961 - Winfred King, ex cestista statunitense
- 1961 - Hannelore Kraft, politica tedesca
- 1961 - Kira Roessler, bassista e cantante statunitense
- 1961 - Daniele Tombolini, personaggio televisivo e ex arbitro di calcio italiano
- 1961 - Lucio Ángel Vallejo Balda, presbitero spagnolo
- 1962 - Luca Enoch, fumettista italiano
- 1962 - John Enos III, attore e modello statunitense
- 1962 - Kevin Lima, regista statunitense
- 1962 - Jordan Peterson, psicologo e saggista canadese
- 1962 - Valerij Plotnikov, ex calciatore russo
- 1962 - Fernando Salinas, ex calciatore boliviano
- 1962 - Paul Schulze, attore statunitense
- 1962 - Hugh Auchincloss Steers, pittore statunitense († 1995)
- 1962 - Eamonn Walker, attore britannico
- 1963 - Mimoza Ahmeti, scrittrice e poetessa albanese
- 1963 - T. B. Joshua, pastore protestante nigeriano († 2021)
- 1963 - Mark Brooke-Cowden, rugbista a 13 e rugbista a 15 neozelandese
- 1963 - Philippe Bugalski, pilota di rally francese († 2012)
- 1963 - Isabelle Candelier, attrice francese
- 1963 - Tim DeKay, attore statunitense
- 1963 - Diana Est, cantante italiana
- 1963 - Claudio Lancinhouse, disc jockey italiano
- 1963 - Jerry Lynn, ex wrestler statunitense
- 1963 - Patrice Martinez, attrice statunitense († 2018)
- 1963 - Michela Miti, attrice italiana
- 1963 - Cora van Nieuwenhuizen, politica olandese
- 1963 - Antonio Trillicoso, giornalista e scrittore italiano
- 1963 - Andrea Ward, attore, doppiatore e direttore del doppiaggio italiano
- 1964 - Angela Baraldi, cantante e attrice italiana
- 1964 - Philippe Bouvatier, ciclista su strada francese († 2023)
- 1964 - Alberto D'Aguanno, giornalista e conduttore televisivo italiano († 2006)
- 1964 - Lorraine Downes, modella neozelandese
- 1964 - Gianluca Floris, cantante lirico e scrittore italiano († 2022)
- 1964 - María Gracia, attrice e cantante spagnola
- 1964 - Uwe Kamps, ex calciatore tedesco
- 1964 - Paula Marshall, attrice statunitense
- 1964 - Jackson Ole Sapit, arcivescovo anglicano keniota
- 1964 - Joël Tiéhi, ex calciatore ivoriano
- 1964 - Takashi Yamazaki, regista e sceneggiatore giapponese
- 1965 - Kieran Darcy-Smith, attore, regista e sceneggiatore australiano
- 1965 - Sandro Floris, ex velocista italiano
- 1965 - Florence Guérin, attrice francese
- 1965 - Slobodan Krčmarević, allenatore di calcio e ex calciatore serbo
- 1965 - Carlos Luis Morales, calciatore ecuadoriano († 2020)
- 1965 - Gwen Torrence, ex velocista statunitense
- 1965 - Little Louie Vega, disc jockey statunitense
- 1965 - Vicky Vette, attrice pornografica norvegese
- 1966 - Igor' Badamšin, fondista russo († 2014)
- 1966 - Giovanni Caccamo, fotografo e regista televisivo italiano
- 1966 - Marina Carobbio Guscetti, politica svizzera
- 1966 - Christoph Hammer, direttore d'orchestra, pianista e musicologo tedesco
- 1966 - Li Yong, ex calciatore cinese
- 1966 - John Lungu, ex calciatore zambiano
- 1966 - Mark Moser, ex giocatore di calcio a 5 statunitense
- 1966 - Giuseppe Russo, vescovo cattolico italiano
- 1966 - Galina Olegovna Stepanenko, ex ballerina russa
- 1966 - Albeiro Usuriaga, calciatore colombiano († 2004)
- 1966 - Mārcis Štrobinders, giavellottista lettone
- 1967 - Klaus Badelt, compositore tedesco
- 1967 - Icíar Bollaín, attrice, regista e sceneggiatrice spagnola
- 1967 - Gabriele Cirilli, comico, cabarettista e attore italiano
- 1967 - Aivar Kuusmaa, ex cestista e allenatore di pallacanestro estone
- 1967 - Frances O'Connor, attrice statunitense
- 1968 - Manuel Blanc, attore francese
- 1968 - Bolji Douglas, ex calciatore nigeriano
- 1968 - Paolo Gasparini, attore italiano
- 1968 - Thomas Kutschaty, politico e avvocato tedesco
- 1968 - Francesco Nocera, allenatore di calcio e ex calciatore italiano
- 1968 - Lea Ann Parsley, ex skeletonista statunitense
- 1968 - Gianpiero Piovani, allenatore di calcio e ex calciatore italiano
- 1968 - Francesco Renga, cantautore italiano
- 1969 - Elvis Brajković, dirigente sportivo e ex calciatore croato
- 1969 - GotoP, artista e disegnatore giapponese
- 1969 - Vital Heynen, allenatore di pallavolo e ex pallavolista belga
- 1969 - Andrew Howard, attore gallese
- 1969 - Chris Janssens, allenatore di calcio e ex calciatore belga
- 1969 - Maicel Malone-Wallace, ex velocista statunitense
- 1969 - Akinori Mikami, ex calciatore giapponese
- 1969 - Heinz-Christian Strache, politico austriaco
- 1970 - Héctor Adomaitis, ex calciatore argentino
- 1970 - Tore Brovold, tiratore a volo norvegese
- 1970 - Claudia Gray, scrittrice statunitense
- 1970 - Rick Hoffman, attore statunitense
- 1970 - Adrian Jackson, bassista britannico
- 1970 - Lee Mayberry, ex cestista statunitense
- 1970 - Gordon Michael Woolvett, attore, regista e sceneggiatore canadese
- 1971 - Islam Bairamukov, ex lottatore kazako
- 1971 - Félicia Ballanger, ex pistard francese
- 1971 - Luca Gobbi, ex calciatore sammarinese
- 1971 - Mark Henry, ex wrestler, ex sollevatore e powerlifter statunitense
- 1971 - Tomasz Iwan, dirigente sportivo e ex calciatore polacco
- 1971 - Andrej Kovalenko, rugbista a 15 sovietico
- 1971 - Florencia Labat, ex tennista argentina
- 1971 - MC Breed, rapper statunitense († 2008)
- 1971 - Jérôme Romain, ex triplista e lunghista dominicense
- 1971 - Adam Vella, ex tiratore a volo australiano
- 1972 - Bounty Killer, cantante giamaicano
- 1972 - Carlos Miguel, ex calciatore brasiliano
- 1972 - Gianmarco Corbetta, politico italiano
- 1972 - Jack Doan, personaggio televisivo statunitense
- 1972 - Michele Laddomada, ex ciclista su strada italiano
- 1972 - Inger Miller, ex velocista statunitense
- 1972 - Amir Muchtary, ex cestista israeliano
- 1972 - Aoi Nanase, fumettista giapponese
- 1972 - Roger Sandberg, allenatore di calcio e ex calciatore svedese
- 1973 - Catherine Barclay, ex tennista australiana
- 1973 - Olivier Baudry, calciatore francese († 2017)
- 1973 - Jason Caffey, ex cestista statunitense
- 1973 - Dregen, chitarrista e cantante svedese
- 1973 - Marco Enríquez-Ominami, politico e regista cileno
- 1973 - Panagiōtīs Fyssas, ex calciatore greco
- 1973 - Alberto Ghibellini, pallanuotista italiano
- 1973 - Gilson Jesus da Silva, ex calciatore brasiliano
- 1973 - Victor Ikpeba, ex calciatore nigeriano
- 1973 - Thomas Austin Pereira, allenatore di calcio e ex calciatore norvegese
- 1973 - Dina Powell, imprenditrice e politica statunitense
- 1973 - Daron Rahlves, ex sciatore alpino e sciatore freestyle statunitense
- 1973 - Mel Rodriguez, attore statunitense
- 1973 - Mariano Rojas, ciclista su strada spagnolo († 1996)
- 1973 - Mitsuki Saiga, doppiatrice giapponese
- 1974 - Medhat Abdel-Hady, ex calciatore egiziano
- 1974 - Markus Anfang, allenatore di calcio e ex calciatore tedesco
- 1974 - Lulzim Basha, politico albanese
- 1974 - Joseph Blair, ex cestista e allenatore di pallacanestro statunitense
- 1974 - Petar Bošnjak, ex calciatore croato
- 1974 - Jared Bush, sceneggiatore e produttore cinematografico statunitense
- 1974 - Massimiliano Capitanio, giornalista e politico italiano
- 1974 - Massimo Columbu, fantino italiano
- 1974 - Flávio Conceição, ex calciatore brasiliano
- 1974 - Eleutherios Eleutheriou, ex calciatore cipriota
- 1974 - Adriana Grasso, ex cestista italiana
- 1974 - Gwen Kinsey, ex pentatleta britannica
- 1974 - Kerry Kittles, ex cestista statunitense
- 1974 - Hideki Matsui, ex giocatore di baseball giapponese
- 1974 - Paolo Silvio Mazzoleni, arbitro di calcio italiano
- 1974 - Jason Mewes, attore statunitense
- 1974 - Aldo Osorio, ex calciatore argentino
- 1974 - Angie Potthoff, ex cestista, allenatrice di pallacanestro e dirigente sportiva statunitense
- 1974 - Rahman Abdul Sifeen, ex calciatore saudita
- 1974 - Chika Unigwe, scrittrice nigeriana
- 1975 - Ramon Djamali, ex calciatore francese
- 1975 - La'Keshia Frett, ex cestista, allenatrice di pallacanestro e dirigente sportiva statunitense
- 1975 - Matteo Gelmetti, politico italiano
- 1975 - Marian Aas Hansen, cantante norvegese
- 1975 - Dan Jørgensen, politico danese
- 1975 - Michael Muhney, attore statunitense
- 1975 - Unai Osa, ex ciclista su strada spagnolo
- 1975 - Árpád Ritter, ex lottatore ungherese
- 1975 - Stephanie Szostak, attrice francese
- 1975 - Kristian Vigenin, politico bulgaro
- 1976 - Martin Bajčičák, fondista e ex fondista di corsa in montagna slovacco
- 1976 - Kristian Brenden, ex saltatore con gli sci norvegese
- 1976 - Cristina Bugatty, personaggio televisivo e attrice italiana
- 1976 - Antawn Jamison, ex cestista statunitense
- 1976 - Jussi Laakso, allenatore di pallacanestro e ex cestista finlandese
- 1976 - Tae Satoya, sciatrice freestyle giapponese
- 1976 - Thomas Sørensen, ex calciatore danese
- 1977 - Sarah Billmeier, ex sciatrice alpina statunitense
- 1977 - Yuzo Funakoshi, ex calciatore giapponese
- 1977 - Huang Shiau-jie, ex cestista taiwanese
- 1977 - Kiyomitsu Kobari, ex calciatore giapponese
- 1977 - Predrag Materić, ex cestista serbo
- 1977 - Antony Matkovich, ex nuotatore australiano
- 1977 - Rafael' Nuritdinov, ex ciclista su strada uzbeko
- 1977 - Ferdinando Piro, calciatore italiano
- 1977 - Wade Redden, ex hockeista su ghiaccio canadese
- 1977 - Andrea Schwartz, ex nuotatrice canadese
- 1977 - Kenny Wayne Shepherd, chitarrista, cantante e compositore statunitense
- 1977 - Ana Tijoux, cantante e rapper francese
- 1977 - Nicolás Vázquez, attore, conduttore televisivo e regista teatrale argentino
- 1977 - Paola Zanni, ex calciatrice italiana
- 1978 - Khaled Al-Mudhaf, tiratore a volo kuwaitiano
- 1978 - Andrea Beccari, ex nuotatore italiano
- 1978 - Mikko Lehtonen, ex hockeista su ghiaccio finlandese
- 1978 - Brian Lynch, allenatore di pallacanestro e ex cestista statunitense
- 1978 - Lewis Moody, ex rugbista a 15 britannico
- 1978 - Yumiko Shaku, attrice giapponese
- 1978 - Timothy Simons, attore statunitense
- 1978 - Shiloh Strong, attore, sceneggiatore e regista statunitense
- 1978 - Fousséni Tangara, ex calciatore maliano
- 1979 - Anna Bogalij-Titovec, ex biatleta russa
- 1979 - Amandine Bourgeois, cantante francese
- 1979 - Robyn, cantautrice e musicista svedese
- 1979 - Alessandro Cattaneo, politico italiano
- 1979 - Dallas Clark, ex giocatore di football americano statunitense
- 1979 - Joanne Fox, pallanuotista australiana
- 1979 - Dmitrij Gluchovskij, scrittore e giornalista russo
- 1979 - Wil Horneff, attore statunitense
- 1979 - Sergej Karasëv, arbitro di calcio russo
- 1979 - Feliks Kojadinović, ex cestista bosniaco
- 1979 - Guido Quintino Liris, politico italiano
- 1979 - Oscar Loya, cantante statunitense
- 1979 - Micaela Martins Jacintho, ex cestista brasiliana
- 1979 - Diego Milito, dirigente sportivo e ex calciatore argentino
- 1979 - Álex Mumbrú, allenatore di pallacanestro e ex cestista spagnolo
- 1979 - Walter Pozzebon, ex rugbista a 15 e allenatore di rugby a 15 italiano
- 1979 - Jodie Prenger, attrice britannica
- 1979 - Çeyhun Sultanov, ex calciatore azero
- 1979 - Gabriel Viglianti, ex calciatore argentino
- 1979 - Earl Watson, ex cestista e allenatore di pallacanestro statunitense
- 1979 - Ayelech Worku, ex mezzofondista etiope
- 1980 - Brett Blizzard, ex cestista statunitense
- 1980 - Marco Bortolami, allenatore di rugby a 15 e ex rugbista a 15 italiano
- 1980 - Chris Burns, pilota motociclistico britannico
- 1980 - Benoît Caranobe, ginnasta francese
- 1980 - Carly Craig, attrice statunitense
- 1980 - Massimiliano Dentali, velocista italiano
- 1980 - Antonio José Díaz, karateka venezuelano
- 1980 - Walter Erviti, allenatore di calcio e ex calciatore argentino
- 1980 - Sabrina Filzmoser, judoka austriaca
- 1980 - Michal Kubala, ex calciatore slovacco
- 1980 - Denys Monastyrs'kyj, politico ucraino († 2023)
- 1980 - Camille Muzinga, ex calciatore della Repubblica Democratica del Congo
- 1980 - Jackson Quiñónez, ex ostacolista ecuadoriano
- 1980 - Ifet Taljević, ex calciatore serbo
- 1980 - Filip Videnov, ex cestista bulgaro
- 1981 - Ângelo Mariano de Almeida, ex calciatore brasiliano
- 1981 - Roberto Cardinale, ex calciatore italiano
- 1981 - Pascal Cerrone, ex calciatore e allenatore di calcio svizzero
- 1981 - Marco D'Amore, attore, regista e sceneggiatore italiano
- 1981 - Eugene Galeković, allenatore di calcio e ex calciatore australiano
- 1981 - Soledad García, ex hockeista su prato argentina
- 1981 - David Gilbert, giocatore di snooker inglese
- 1981 - Raitis Grafs, ex cestista lettone
- 1981 - Andrej Hesek, ex calciatore e ex giocatore di calcio a 5 slovacco
- 1981 - Hu Xiaotao, ex cestista cinese
- 1981 - Klemen Lavrič, ex calciatore sloveno
- 1981 - Adriana Lima, supermodella e attrice brasiliana
- 1981 - Marco Pacassoni, vibrafonista, batterista e compositore italiano
- 1981 - Francesco Piu, cantautore e chitarrista italiano
- 1981 - Gurthrö Steenkamp, rugbista a 15 sudafricano
- 1981 - Serhij Symonenko, ex calciatore ucraino
- 1981 - Nora Tschirner, attrice tedesca
- 1981 - Massimo Zappino, allenatore di calcio e calciatore brasiliano
- 1982 - Bonifacio Angius, regista, sceneggiatore e attore italiano
- 1982 - Carlos Báez Appleyard, ex calciatore paraguaiano
- 1982 - Marco Caudana, judoka italiano
- 1982 - Chase Chang, musicista, cantante e attore taiwanese
- 1982 - Carson Cooman, compositore e organista statunitense
- 1982 - Antonio d'Albero, allenatore di pallacanestro italiano
- 1982 - Aleksandr Dobroskok, tuffatore russo
- 1982 - Loïc Duval, pilota automobilistico francese
- 1982 - Garry Hill-Thomas, ex cestista e allenatore di pallacanestro statunitense
- 1982 - Rogério Luiz da Silva, ex calciatore brasiliano
- 1982 - Natália Milanová, storica e politica slovacca
- 1982 - Sébastien Minard, ex ciclista su strada francese
- 1982 - Anatoli Ponomaryov, ex calciatore azero
- 1982 - Marko Popović, dirigente sportivo e ex cestista croato
- 1982 - Iván Silva, pilota motociclistico spagnolo
- 1982 - Vivian Wickham, ex calciatore salomonese
- 1982 - Andreas Wolf, ex calciatore e allenatore di calcio tedesco
- 1983 - Bryan Habana, ex rugbista a 15 sudafricano
- 1983 - Ben Heine, artista belga
- 1983 - Osbaldo Lastra, ex calciatore ecuadoriano
- 1983 - Lee Hye-sun, schermitrice sudcoreana
- 1983 - Siobhan Marshall, attrice neozelandese
- 1983 - Djamel Mehnane, attore e cantante francese
- 1983 - Anja Rubik, supermodella polacca
- 1983 - Christine Sinclair, ex calciatrice canadese
- 1984 - Chiara Appendino, politica e dirigente sportiva italiana
- 1984 - Marco Bandiera, ex ciclista su strada italiano
- 1984 - Michal Barinka, hockeista su ghiaccio ceco
- 1984 - Bruno Soriano, ex calciatore spagnolo
- 1984 - Krysta Carter, attrice canadese
- 1984 - Lindsey Harding, ex cestista e allenatrice di pallacanestro statunitense
- 1984 - James Kwalia, mezzofondista keniota
- 1984 - Luo Xiaojuan, schermitrice cinese
- 1984 - Éric Marester, ex calciatore francese
- 1984 - Windsor Noncent, ex calciatore francese
- 1984 - Antonella Russo, italiana († 2007)
- 1984 - Tracy Stalls, ex pallavolista statunitense
- 1984 - Giōrgos Vasileiou, ex calciatore cipriota
- 1984 - Davide Viganò, ciclista su strada e pistard italiano
- 1985 - Pablo Abián, giocatore di badminton spagnolo
- 1985 - Sebastian Betz, ex cestista tedesco
- 1985 - Angelica Blandon, attrice colombiana
- 1985 - Colin Doyle, calciatore e allenatore di calcio irlandese
- 1985 - Dave Franco, attore statunitense
- 1985 - Taniele Gofers, pallanuotista australiana
- 1985 - Paul Hubbard, giocatore di football americano statunitense
- 1985 - Abdoul Nikiema, ex calciatore burkinabé
- 1985 - Plamen Venelinov Nikolov, ex calciatore bulgaro
- 1985 - Visay Phapouvanin, calciatore laotiano
- 1985 - Blake Ross, informatico statunitense
- 1985 - Ariel Svoboda, cestista argentino
- 1985 - Kendra Wilkinson, modella e personaggio televisivo statunitense
- 1985 - Chris Young, cantautore statunitense
- 1985 - Gionata Zampolli, cestista italiano
- 1986 - Carla Abellana, attrice filippina
- 1986 - Ely Allen, ex calciatore statunitense
- 1986 - Micah Brown, ex giocatore di football americano statunitense
- 1986 - Mario Casas, attore spagnolo
- 1986 - Alexis Crimes, pallavolista statunitense
- 1986 - Alexander Eisath, ex hockeista su ghiaccio italiano
- 1986 - Martina Geisler, ex sciatrice alpina austriaca
- 1986 - Aleksandr Kazakevič, lottatore lituano
- 1986 - Jessica Keenan Wynn, attrice statunitense
- 1986 - Stanislava Komarova, nuotatrice russa
- 1986 - Hosea Macharinyang, mezzofondista keniota († 2021)
- 1986 - Mathias Porseland, hockeista su ghiaccio svedese
- 1986 - Joel Perez, attore statunitense
- 1986 - Sergio Rodríguez Gómez, dirigente sportivo e ex cestista spagnolo
- 1986 - Rozalén, cantautrice, chitarrista e scrittrice spagnola
- 1986 - Benjamin Schmideg, attore australiano
- 1986 - Luke Youngblood, attore e doppiatore britannico
- 1987 - Jeff Allen, cestista statunitense
- 1987 - Antonio Barragán, ex calciatore spagnolo
- 1987 - Julia Dujmovits, snowboarder austriaca
- 1987 - Kinga Kasprzak, pallavolista polacca
- 1987 - Abbey Lee, modella e attrice australiana
- 1987 - Omar Merlo, ex calciatore argentino
- 1987 - Kobi Moyal, ex calciatore israeliano
- 1987 - Carlos Gilberto Nascimento Silva, calciatore brasiliano
- 1987 - Tom Tavares, calciatore capoverdiano
- 1987 - Daniel Te'o-Nesheim, giocatore di football americano statunitense († 2017)
- 1988 - Armiche Ortega, calciatore spagnolo
- 1988 - Artūrs Bērziņš, allenatore di pallacanestro e ex cestista lettone
- 1988 - Giorgia Casagrande, giocatrice di curling italiana
- 1988 - Eren Derdiyok, allenatore di calcio e ex calciatore svizzero
- 1988 - Víctor Díaz Miguel, ex calciatore spagnolo
- 1988 - Hérold Goulon, calciatore francese
- 1988 - Cody Horn, attrice e modella statunitense
- 1988 - Steeve Ho You Fat, ex cestista francese
- 1988 - Mauricio Isla, calciatore cileno
- 1988 - Jeron Johnson, giocatore di football americano statunitense
- 1988 - Matthias Lepiller, ex calciatore e allenatore di calcio francese
- 1988 - Émmeline Mainguy, calciatrice francese
- 1988 - Pavel Marinov, cestista bulgaro
- 1988 - Balázs Németh, pilota motociclistico ungherese
- 1988 - Ádám Pintér, ex calciatore ungherese
- 1988 - Orathai Srimanee, calciatrice e giocatrice di calcio a 5 thailandese
- 1988 - Romain Thomas, calciatore francese
- 1988 - Kalash, cantante e rapper francese
- 1989 - Felix Badenhorst, calciatore swati
- 1989 - Stephanie Bennett, attrice canadese
- 1989 - Jud Birza, attore e modello statunitense
- 1989 - Jeff Brooks, cestista statunitense
- 1989 - Pablo Crer, pallavolista argentino
- 1989 - Tomás Cubelli, rugbista a 15 argentino
- 1989 - Andrea Guardini, ex ciclista su strada e pistard italiano
- 1989 - Ibrahim Jeilan, mezzofondista etiope
- 1989 - Laura Kirkpatrick, modella statunitense
- 1989 - Peter Lang, velista danese
- 1989 - Rosalyn Lawrence, canoista australiana
- 1989 - Shane Lowry, calciatore australiano
- 1989 - Andrea Marusic, cestista italiano
- 1989 - Branko Pauljević, calciatore serbo
- 1989 - Patrick Poetsch, giocatore di football americano tedesco
- 1989 - Ryō Tateishi, ex nuotatore giapponese
- 1989 - Franklin Vicente, ex calciatore brasiliano
- 1990 - Roope Ahonen, cestista finlandese
- 1990 - Josphat Bett, mezzofondista keniota
- 1990 - Yohan Bocognano, ex calciatore francese
- 1990 - Carlitos, calciatore spagnolo
- 1990 - Jrue Holiday, cestista statunitense
- 1990 - Khaligraph Jones, rapper keniota
- 1990 - Paul Lacombe, cestista francese
- 1990 - Kevin López, mezzofondista spagnolo
- 1990 - Miha Mevlja, ex calciatore sloveno
- 1990 - Nejc Mevlja, calciatore sloveno
- 1990 - Artur Sobiech, calciatore polacco
- 1990 - Alexandru Țigănașu, calciatore rumeno
- 1991 - Ramsin Azizsir, lottatore tedesco
- 1991 - Francesco Borghi, ex hockeista su ghiaccio italiano
- 1991 - Harry Cook, attore australiano
- 1991 - Antonio Fernández, arciere spagnolo
- 1991 - Avisail García, giocatore di baseball venezuelano
- 1991 - Sebastiano Gastaldi, sciatore alpino argentino
- 1991 - Louisa Jacobson, attrice statunitense
- 1991 - Alex Kakuba, calciatore ugandese
- 1991 - J.J. Mann, cestista statunitense
- 1991 - Ray McCallum, cestista statunitense
- 1991 - Murad Naji Hussein, calciatore qatariota
- 1991 - John Narváez, calciatore ecuadoriano
- 1991 - Jessie Reyez, cantautrice canadese
- 1991 - Ryang Chun-hwa, sollevatrice nordcoreana
- 1991 - Sebastián Solé, pallavolista argentino
- 1991 - Ellen Braga, pallavolista brasiliana
- 1991 - Irwin Ávalos, cestista messicano
- 1992 - Jean-Jacques Bougouhi, ex calciatore ivoriano
- 1992 - Nikita Bočarov, calciatore russo
- 1992 - Georgina Campbell, attrice britannica
- 1992 - Valeriu Ciupercă, calciatore moldavo
- 1992 - Philippe Coutinho, calciatore brasiliano
- 1992 - Matic Črnic, calciatore sloveno
- 1992 - Yilton Díaz, calciatore colombiano
- 1992 - Vafessa Fofana, cestista francese
- 1992 - Alex Kirsch, ciclista su strada lussemburghese
- 1992 - Timofej Margasov, calciatore russo
- 1992 - Jonathan Osorio, calciatore canadese
- 1992 - Joey Christ, rapper islandese
- 1993 - Mohad Abdikadar Sheik Ali, mezzofondista italiano
- 1993 - Junrey Balawing, filippino († 2020)
- 1993 - Sven Braken, calciatore olandese
- 1993 - Tomás Granitto, calciatore salvadoregno
- 1993 - Ridgeciano Haps, calciatore surinamese
- 1993 - Abdulla Yusuf Helal, calciatore bahreinita
- 1993 - Robbie Henshaw, rugbista a 15 irlandese
- 1993 - Vladimir Kozak, calciatore uzbeko
- 1993 - Junior Makiesse, calciatore congolese (Repubblica del Congo)
- 1993 - Marko Mugoša, cestista montenegrino
- 1993 - Scott Rhein, pallavolista statunitense
- 1993 - Dave Romney, calciatore statunitense
- 1993 - Jeannette Yango, calciatrice camerunese
- 1993 - Aleksandr Zacharov, cestista russo
- 1994 - Miles Johnson, pallavolista statunitense
- 1994 - Lydia Grace Jordan, attrice statunitense
- 1994 - Patryk Lipski, calciatore polacco
- 1994 - Gor Malak'yan, calciatore armeno
- 1994 - Mychal Mulder, cestista canadese
- 1994 - Şahruddin Məhəmmədəliyev, calciatore azero
- 1994 - Gatoch Panom, calciatore etiope
- 1994 - Trevor Thompson, cestista statunitense
- 1994 - Don Toliver, rapper e cantante statunitense
- 1994 - JaCorey Williams, cestista statunitense
- 1994 - Carolle Zahi, velocista francese
- 1995 - Josh Awotunde, pesista statunitense
- 1995 - Mélissa Citrini-Beaulieu, tuffatrice canadese
- 1995 - Aaron Civale, giocatore di baseball statunitense
- 1995 - Ezgi Dilik, ex pallavolista turca
- 1995 - Denis Kadrić, scacchista bosniaco
- 1995 - Ben Lawson, cestista britannico
- 1995 - Teodor Lungu, calciatore moldavo
- 1995 - Martín Merquelanz, calciatore spagnolo
- 1995 - Motjeka Madisha, calciatore sudafricano († 2020)
- 1995 - Hindrek Ojamaa, calciatore estone
- 1995 - Furkan Soyalp, calciatore turco
- 1995 - Falk Wendrich, altista tedesco
- 1996 - Ismail Abdul-Ganiyu, calciatore ghanese
- 1996 - Gustavo Del Prete, calciatore argentino
- 1996 - Renzo Garcés, calciatore peruviano
- 1996 - Victor Guillot, ex sciatore alpino francese
- 1996 - Uladzislaŭ Klimovič, calciatore bielorusso
- 1996 - James Lea Siliki, calciatore francese
- 1996 - Anna Margaret, cantante e attrice statunitense
- 1996 - Carlos Neva, calciatore spagnolo
- 1996 - Jesko Raffin, pilota motociclistico svizzero
- 1996 - Thiago Rodrigues da Silva, calciatore brasiliano
- 1996 - Jordan Romero, alpinista statunitense
- 1996 - Alex Rufer, calciatore neozelandese
- 1996 - Erik Silye, calciatore ungherese
- 1996 - Davinson Sánchez, calciatore colombiano
- 1996 - Andrea Tassinari, cestista italiano
- 1996 - Dejan Vokić, calciatore sloveno
- 1996 - Matheo Zoch, calciatore boliviano
- 1997 - Michaela Abam, calciatrice statunitense
- 1997 - Dzmitryj Ancileŭski, calciatore bielorusso
- 1997 - Ben Attal, attore francese
- 1997 - Chandler Brewer, giocatore di football americano statunitense
- 1997 - Omar Carabalí, calciatore ecuadoriano
- 1997 - Sebastián Córdova, calciatore messicano
- 1997 - Marina Durunda, ex ginnasta azera
- 1997 - Jakub Janetzký, calciatore ceco
- 1997 - Blaž Mesiček, cestista sloveno
- 1997 - Małgorzata Mesjasz, calciatrice polacca
- 1997 - Strahinja Tanasijević, calciatore serbo
- 1997 - William Vargas, calciatore ecuadoriano
- 1997 - Pierre Desiré Zebli, calciatore ivoriano
- 1998 - Marco Ballini, calciatore italiano
- 1998 - Trent Forrest, cestista statunitense
- 1998 - Kjetil Haug, calciatore norvegese
- 1998 - Renny Jaramillo, calciatore ecuadoriano
- 1998 - Jean-Victor Makengo, calciatore francese
- 1998 - Max Mandusic, astista italiano
- 1998 - Stefanie Sanders, calciatrice tedesca
- 1998 - Nik Schröter, pistard tedesco
- 1998 - Markus Schubert, calciatore tedesco
- 1998 - Tea Ugrin, ginnasta slovena
- 1998 - Attila Valter, ciclista su strada ungherese
- 1999 - Sophie Chauveau, biatleta francese
- 1999 - Martín Garay, calciatore argentino
- 1999 - Efmamjjasond González, calciatore colombiano
- 1999 - Unai Iribar, ciclista su strada spagnolo
- 1999 - Bjarne Kraushaar, cestista tedesco
- 1999 - Mykyta Peterman, calciatore ucraino
- 1999 - Jan Schöppner, calciatore tedesco
- 1999 - Nanami Seki, pallavolista giapponese
- 1999 - Yeison Tolosa, calciatore colombiano
- 1999 - Martina Willibald, ex sciatrice alpina tedesca
- 2000 - Darius Bazley, cestista statunitense
- 2000 - Ole Didrik Blomberg, calciatore norvegese
- 2000 - Amari Burney, giocatore di football americano statunitense
- 2000 - Olga Carmona, calciatrice spagnola
- 2000 - Hlín Eiríksdóttir, calciatrice islandese
- 2000 - Imane Laurence, attrice francese
- 2000 - Helena Rosendahl Bach, nuotatrice danese
- 2000 - Cade Stover, giocatore di football americano statunitense
- 2000 - Lars Traber, calciatore liechtensteinese
- 2000 - Xie Yu, tiratore a segno cinese

## XXI secolo(28)
- 2001 - Camille, cantante e attrice belga
- 2001 - Dion De Neve, calciatore belga
- 2001 - Manu Silva, calciatore portoghese
- 2001 - Cassius Mailula, calciatore sudafricano
- 2001 - Théo Maledon, cestista francese
- 2001 - Michael Pavlović, calciatore sloveno
- 2002 - Ezequiel Cannavo, calciatore argentino
- 2002 - Koni De Winter, calciatore belga
- 2002 - Adam Ratajczyk, calciatore polacco
- 2002 - Mathias Vacek, ciclista su strada e ex fondista ceco
- 2002 - CJ West, giocatore di football americano statunitense
- 2002 - Antonio Yakoub, calciatore siriano
- 2003 - Massimiliano Dell'Acqua, cestista svizzero
- 2003 - Moustapha Djimet, calciatore centrafricano
- 2003 - Elias Jelert, calciatore danese
- 2003 - Joel Kelso, pilota motociclistico australiano
- 2003 - Gabriele Laurenzano, pallavolista italiano
- 2003 - Ignacio Miramón, calciatore argentino
- 2003 - Timothé Rupil, calciatore lussemburghese
- 2004 - Arthur Fils, tennista francese
- 2004 - Yaya Fofana, calciatore ivoriano
- 2004 - Matilde Pavan, calciatrice italiana
- 2004 - Églantine Rayer, ciclista su strada francese
- 2005 - Han Woo-jin, goista sudcoreano
- 2005 - Jelyzaveta Lymar, nuotatrice artistica ucraina
- 2006 - Francisca Aronsson, attrice, cantante e ballerina svedese
- 2006 - Yasmin Tuyakova, nuotatrice artistica kazaka
- 2010 - Stylianos Koukouselis Fouskis, nuotatore artistico greco

## Senza anno specificato(1)
- Jean Jodin, orologiaio svizzero († 1761)